# Valserine
La Valserine è un fiume della Francia che scorre nella regione francese dell'Alvernia-Rodano-Alpi, affluente alla riva destra del Rodano, nel quale confluisce presso Bellegarde-sur-Valserine.
Essa si distingue per la qualità delle sue acque e della sua fauna piscicola. A questo titolo è riconosciuta con l'etichetta di "fiume selvaggio" (Rivière Sauvage).

## Geografia

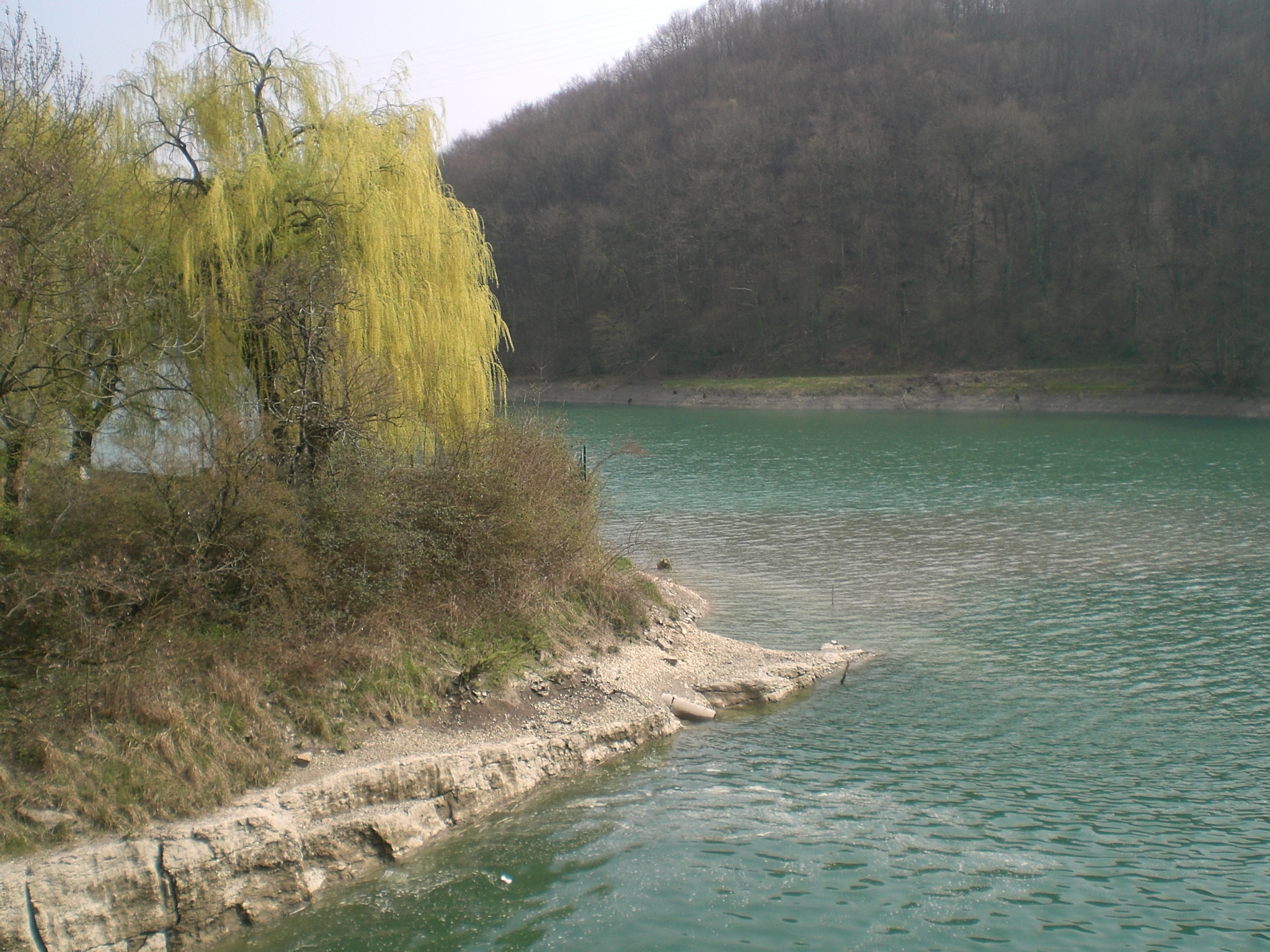
La confluenza dedl Valserine nel Rodano a Bellegarde-sur-Valserine

Lunga 47,6 chilometri, nasce nel Parco naturale dell'Alto Giura, a nord del Colle della Faucille, ai confini dei dipartimenti dell'Ain e del Giura, nel comune di Divonne-les-Bains, a un'altezza di 1158 m s.l.m..
Scorre in generale verso sud, nella stretta valle omonima, fortemente alimentata da numerosi piccoli corsi d'acqua originati sulle sommità del Massiccio del Giura che la dominano (Crêt de la Neige, 1720 m s.l.m., tra gli altri). Non attraversa località importanti.
Confluisce nel Rodano nel territorio del comune di Bellegarde-sur-Valserine, a un'altezza di 340 m s.l.m..
La qualità delle sue acque è riconosciuta dall'etichetta di qualità Rivière Sauvage (Fiume selvaggio).

### Comuni e cantoni attraversati
Nei due dipartimenti del Giura (due comuni: Lajoux e Les Molunes) e dell'Ain, la Valserine attraversa dodici comuni e quattro cantoni:
- da monte verso valle: Divonne-les-Bains (sorgente), Lajoux, Les Molunes, Mijoux, Lélex, Chézery-Forens, Champfromier, Montanges, Châtillon-en-Michaille, Confort, Lancrans, Bellegarde-sur-Valserine (confluenza).

In termini di cantoni, la Valerine ha le sue sorgenti nel cantone di Gex, attraverso gli antichi cantoni di Saint-Claude e cantone di Collonges, ora cantone di Saint-Lupicin e cantone di Thoiry, e confluisce nel cantone di Bellegarde-sur-Valserine, il tutto negli arrondissement di Gex, di Saint-Claude e di Nantua.

### Bacino versante
La Valserine attraversa una sola zona idrografica (V101) di 361 km² di superficie. Questo bacino versante è costituito per l'81,27 % di foreste e ambienti semi-naturali, per il 15,75 % di territori agricoli, per il 2,91 % di territori urbanizzati, per lo 0,09 % di specchi d'acqua e per lo 0,07 % di zone umide.

### Organismo gestionale
L'organismo gestionale è ormai il parco naturale regionale dell'Alto Giura.

## Affluenti
La Valserine ha sette affluenti principali:
- il ruisseau des Rivières (rd per "riva destra" e rs per "riva sinistra") 2,1 km nel solo comune di Chézery-Forens con un affluente:
  - il ruisseau de Roche France (rd) 2,5 km interamente nel comune di Chézery-Forens.
- il ruisseau la Volférine (rd) 4,5 km nel solo comune di Champfromier.
- il ruisseau la Sandézanne (rd) 5,1 km nei due comuni di Champfromier e Montanges.
- la Semine, 25,8 km, con portata più ampia di quella della Valserine. (affluente di riva destra, a Châtillon-en-Michaille) con undici affluenti riconosciuti nei sette comuni attraversati e di numero di Strahler pari a tre.
- il ruisseau de Vaucheny (rs) 5,7 km nei due comuni di Chézery-Forens e Confort.
- il ruisseau du Nant de l'Hôpital (rg) 1,2 km nel solo comune di Confort.
- il ruisseau de Pissoux (rs) 0,8 km nel solo comune di Lancrans.